# Джибутійсько-японські відносини
Джибутійсько-японські відносини — двосторонні дипломатичні відносини між Джибуті та Японією. У Джибуті є посольство в Токіо, а в Японії є посольство в Джибуті.

## Історія
27 червня 1977 Японія визнала Джибуті як суверенну державу. Дипломатичні відносини між двома країнами встановлені в 1978.

## Візити
Президент Джибуті, Хассан Гулед Аптідон приїжджав до Японії в 1995 і 1998. Пізніше, в 1998, Аптідон приїхав до Японії на збори TICAD-II. Президент Ісмаїл Омар Гелле також приїжджав до Японії у вересні 2003 та у грудні 2010.

## Військові відносини
Морські сили самооборони Японії розташували свою заморську базу флоту в Джибуті в 2011. Сили самооборони Японії в Джибуті займаються супроводом кораблів та боротьбою з піратством в Аденській затоці та у Червоному морі.
У 2009-2011, японські війська ділили з американськими військами базу Кемп-Лемоньє, до заснування японської бази.